# Piedmont, Québec
Piedmont är en kommun i provinsen Québec i Kanada. Den ligger i regionen Laurentides, i den sydöstra delen av landet, 130 km öster om huvudstaden Ottawa.